# 三所站
三所站（韓語：삼소역）是朝鮮民主主義人民共和國平安南道顺川市的一個鐵路車站，属于戴建線。

## 邻近车站
戴建線
草坪站 - 三所站 - 无尽台站
39°34′15″N 125°56′58″E / 39.5707°N 125.9494°E